# رحلة الخطوط الجوية التايلندية رقم 231
رحلة الخطوط الجوية التايلندية رقم 231 كانت رحلة ركاب مجدولة تحطمت في 27 أبريل 1980. طائرة هوكر سيدلي HS 748 التي كانت تشغل الرحلة، برقم التسجيل HS-THB، فقدت قدرتها على الطيران وتحطمت بعد دخولها عاصفة رعدية أثناء الاقتراب من بانكوك. أسفر الحادث عن وفاة 44 من بين 53 راكبًا وعضوًا في الطاقم على متن الطائرة.

## الطائرة
كانت الطائرة من طراز هوكر-سيدلي HS 748، برقم التسجيل HS-THB، وقد بُنيت في عام 1964. كانت الطائرة قد أكملت 12,791 ساعة طيران عند وقوع الحادث.

## الحادث
أقلعت الرحلة من مطار خون كاين متجهة إلى مطار دون موينغ الدولي في بانكوك، تايلاند. بعد حوالي 40 دقيقة، كانت رحلة رقم 231 في مرحلة الاقتراب إلى المطار، تخطط للهبوط على المدرج 21R. دخلت الطائرة منطقة من الأمطار التي تبين أنها عاصفة رعدية شديدة على ارتفاع 1500 قدم. بعد حوالي دقيقة من دخول العاصفة، ضربت تيارات هوائية هابطة الطائرة، مما تسبب في رفع مقدمتها وحدوث فقدان في الرفع (توقف الطيران).
بعد ذلك انحدرت الطائرة في غطسة حادة إلى الأمام، حاول الطيار سحب الطائرة للخروج منها. انحرفت الطائرة قليلاً نحو اليمين، وكانت على وشك الخروج من الغطسة عندما تحطمت على الأرض. انزلقت الطائرة لمسافة 510 أقدام وتكسرت عند الساعة 06:55. أسفر الحادث عن وفاة 44 من الركاب وأفراد الطاقم، بينما أصيب 9 آخرون على متن الطائرة.

## الأسباب المحتملة للحادث
الأسباب التالية قد تكون أدت إلى الحادث:
- لم يستخدم رادار الطقس الموجود على متن الطائرة.
- لم يكن هناك تغيير في تردد تقرير الطقس الخاص (ATIS)، لذلك لم يتلقَ الطاقم أي معلومات عن العاصفة.
- اعتقد الطيارون أن الطيران باستخدام توجيهات الرادار آمن، وأن مراقبة الحركة الجوية لن توجه الطائرة نحو العاصفة.
- لم يدرك الطيارون وجود عاصفة ثانية في مسار الاقتراب أبعد من العاصفة التي لاحظوها.